# Encalypta texana
Encalypta texana là một loài rêu trong họ Encalyptaceae. Loài này được Magill mô tả khoa học đầu tiên năm 2006.